# The Karate Kid (videogioco)
The Karate Kid è un videogioco ispirato alla famosa saga di film iniziata con Per vincere domani - The Karate Kid. È stato sviluppato per NES ed è uscito nel novembre del 1987.

## Modalità di gioco
Ci sono quattro livelli del gioco, che si sviluppano come la saga di film. Nella conclusione, Pat Morita strizza l'occhio al giocatore dallo schermo.

### Livello 1
Il gioco inizia con Daniel LaRusso che combatte nel torneo All Valley Karate Tournament (il punto finale del primo film).  Egli dovrà sconfiggere quattro avversari, per avanzare alla fase successiva. La barra di energia degli avversari aumenta progressivamente. La lotta finale è presumibilmente con Johnny Lawrence, come nel film.

### Livello 2
Daniel inizia il secondo livello, che si trova a Okinawa (l'impostazione principale del secondo film). Lì, egli deve affrontare teppisti casuali, che muoiono in un colpo solo, fino ad arrivare a Chozen al termine del livello. Per ogni tot di nemici affrontati, Daniel può raccogliere piccoli simboli "C" e "D", che gli permettono di utilizzare le mosse del calcio della gru e il pugno forte. Inoltre ricostituiscono una piccola quantità di energia di Daniel. Ci sono anche un paio di ingressi, evidenti e meno evidenti, dove Daniel può guadagnare mosse rompendo blocchi di ghiaccio, catturando mosche con le bacchette o schivando un martello oscillante.

### Livello 3
La terza fase di gioco è quasi identica alla prima (con alcuni salti difficili) durante un tifone. Il tifone provoca un forte vento, che interferisce con i salti del giocatore e fa volare vari oggetti (bastoni, uccelli) che minacciano l'energia del giocatore. Possono essere colpiti per guadagnare punti extra, però. Il boss è ancora Chozen e questa volta c'è una ragazza su un palo che Daniel deve salvare. Non è necessario battere Chozen, solo salvare la ragazza.

### Livello 4
La fase finale è la festa dopo il tifone. Daniel indossa un nuovo vestito per questa fase e i nemici casuali sono ora più difficili e richiedono due colpi per essere abbattuti. Ci sono anche i nemici con lance che richiedono anche più colpi da sconfiggere. Il boss finale è ancora una volta Chozen,  ma con un nuovo risvolto. Ora ha Kumiko a terra accanto a lui e se Daniel non entrano in contatto con lei a intervalli regolari, lei scivolerà fuori dalla piattaforma e annegherà. Questo si tradurrà in una vita perduta. Se Daniel riesce sconfiggere il boss finale senza far annegare Kumiko, il giocatore sarà ricompensato con un finale piuttosto breve. La testa del signor Miyagi appare dicendo: "Tu hai guidato con successo Daniel-san in tutte le sfide e sei diventato un maestro di arti marziali!"